# Danielle St-Amand
Danielle St-Amand, née le 8 avril 1964 à Sainte-Thècle, est une technicienne en éducation spécialisée, syndicaliste, gestionnaire et femme politique québécoise.
Elle est députée libérale à l'Assemblée nationale du Québec de la circonscription de Trois-Rivières de décembre 2008 à avril 2014.

## Biographie
Née le 8 avril 1964 à Sainte-Thècle, Danielle St-Amand est la fille de Léo St-Amand, boucher propriétaire, et de Claire Bourassa, sa partenaire dans l'entreprise familiale. Elle étudie à Sainte-Thècle aux écoles Masson de 1969 à 1976 et Saint-Aubin de 1976 à 1978. En 1984, elle obtient un diplôme de technique en éducation spécialisée du Cégep de Saint-Jérôme, en 1995 un certificat en enfance inadaptée de l'Université du Québec à Trois-Rivières où elle complète également une maîtrise en communication sociale en 2018,.

### Carrière professionnelle
De 1984 à 1997, Danielle St-Amand travaille comme technicienne en éducation spécialisée auprès des adolescents en difficulté du pavillon Bourgeois de Ville-Joie Saint-Dominique et dans les commissions scolaires de la Mauricie. Impliquée dans le Syndicat des employés de soutien de la Mauricie, elle en occupe la présidence de 1996 à 1997. En 1998, elle est négociatrice pour la Centrale de l'enseignement du Québec.
En octobre 1998, elle devient directrice générale du Festival western de Saint-Tite qu'elle assume jusqu'en décembre 1999. En 2000, elle est directrice générale de l'Association touristique régionale de la Mauricie pendant sept mois avant d'occuper au mois de juillet, le poste de présidente-directrice générale de la Fondation du Centre hospitalier régional de Trois-Rivières. Elle quitte cette fonction en février 2007 pour retourner comme directrice générale du Festival western de Saint-Tite,.

### Carrière politique
Lors des élections québécoises du 8 décembre 2008, elle est la candidate du Parti libéral dans la circonscription de Trois-Rivières. Elle remporte l'élection en battant le candidat péquiste, Yves St-Pierre, par 960 voix et en laissant loin derrière, en troisième position, le député adéquiste sortant, Sébastien Proulx. Elle devient députée à l'Assemblée nationale du Québec.
Le 14 janvier 2009, elle est nommée adjointe parlementaire au ministre de la Famille, Tony Tomassi. Elle conserve ce poste lorsque Yolande James remplace Tomassi comme ministre de la Famille en mai 2010. Le 22 septembre 2010, elle change de ministère en devenant adjointe parlementaire au ministre de la Sécurité publique, Robert Dutil. Elle devient whip adjointe du gouvernement le 15 février 2011, poste qu'elle conserve jusqu'au déclenchement des élections le 1er août 2012.
Toujours candidate libérale lors des élections de 2012, elle voit le Parti québécois présenter dans la circonscription de Trois-Rivières une de ses candidates vedettes, Djemila Benhabib. Cette dernière est fortement médiatisée à cause de ses propos controversés. La lutte est chaude mais le 4 septembre 2012, St-Amand conserve son siège avec une majorité de 1001 votes. Son parti est cependant chassé du gouvernement.
Elle annonce le 24 mars 2014 qu'elle ne sollicitera pas un nouveau mandat pour des raisons médicales.

### Retour à une carrière professionnelle
Après la fin de son mandat en avril 2014, elle se retrouve de juillet à décembre comme coach professionnelle et conseillère stratégique pour Concordia cabinet-conseil. Le 12 janvier 2015, elle accepte le poste de directrice du service du développement institutionnel et des affaires publiques à l'Université du Québec à Trois-Rivières,.
Entre-temps, en septembre 2014, elle devient membre du conseil d'administration de l'Administration portuaire de Trois-Rivières dont elle assume la présidence à compter de mai 2017, devenant la première femme à occuper ce poste.

## Résultats électoraux
|                                                                                               | Nom                          | Parti              | Nombre de voix | %      | Maj.  |
| --------------------------------------------------------------------------------------------- | ---------------------------- | ------------------ | -------------- | ------ | ----- |
|                                                                                               | Danielle St-Amand (sortante) | Libéral            | 11 255         | 35,2 % | 1 001 |
|                                                                                               | Djemila Benhabib             | Parti québécois    | 10 254         | 32 %   | -     |
|                                                                                               | Andrew D'Amours              | Coalition avenir   | 7 447          | 23,3 % | -     |
|                                                                                               | Jean-Claude Landry           | Québec solidaire   | 1 615          | 5 %    | -     |
|                                                                                               | Charles-Hugo Normand         | Option nationale   | 1 121          | 3,5 %  | -     |
|                                                                                               | Robert Deschamps             | Indépendant        | 217            | 0,7 %  | -     |
|                                                                                               | Kathie McNicoll              | Équipe autonomiste | 110            | 0,3 %  | -     |
| Total                                                                                         | Total                        | Total              | 32 019         | 100 %  |       |
| Le taux de participation lors de l'élection était de 75,2 % et 534 bulletins ont été rejetés. |                              |                    |                |        |       |

|                                                                                               | Nom                        | Parti               | Nombre de voix | %      | Maj. |
| --------------------------------------------------------------------------------------------- | -------------------------- | ------------------- | -------------- | ------ | ---- |
|                                                                                               | Danielle St-Amand          | Libéral             | 9 129          | 40,1 % | 960  |
|                                                                                               | Yves St-Pierre             | Parti québécois     | 8 169          | 35,9 % | -    |
|                                                                                               | Sébastien Proulx (sortant) | Action démocratique | 4 241          | 18,6 % | -    |
|                                                                                               | Alex Noël                  | Québec solidaire    | 714            | 3,1 %  | -    |
|                                                                                               | Louis Lacroix              | Vert                | 515            | 2,3 %  | -    |
| Total                                                                                         | Total                      | Total               | 22 768         | 100 %  |      |
| Le taux de participation lors de l'élection était de 60,5 % et 333 bulletins ont été rejetés. |                            |                     |                |        |      |